# Liste der Landtagswahlkreise in Niedersachsen 2003
Die Liste der Landtagswahlkreise in Niedersachsen 2003 enthält alle Wahlkreise, die bei den Wahlen zum Niedersächsischen Landtag 2003 Verwendung fanden.
Die Neueinteilung wurde notwendig, da sich die Wahlkreisgrößen zu stark unterschieden. Die verfassungswidrige Einteilung musste so verändert werden. Hierbei änderte sich der Zuschnitt vieler Wahlkreise, einige wurden aufgelöst, andere neu eingerichtet.
Zur Landtagswahl 2008 wurde die Zahl der Wahlkreise auf 87 reduziert, wodurch diese Einteilung nur eine Wahlperiode lang gültig war.

## Einteilung
| Nr.                           | Wahlkreis             | Gebiet |
| ----------------------------- | --------------------- | --- |
| Regierungsbezirk Braunschweig |                       | |
| 1                             | Braunschweig-Nordost  | Braunschweig: Am Hagenring, Prinzenpark, Gliesmarode, Riddagshausen, Bienrode, Querumer Forst, Querum, Pappelberg, Naturschutzgebiet, Waggum, Beverode, Hondelage, Dibbesdorf, Volkmarode, Schapen |
| 2                             | Braunschweig-Südost   | Braunschweig: Stadtkern, Hagen, Altewiek, Hohetor, Neustadt, Viewegs-Garten, Bürgerpark, Hauptfriedhof, Hauptbahnhof, Bebelhof, Zuckerberg, Am Südsee, Mastbruch, Lindenberg, Südstadt, Heidberg, Melverode, Rautheim, Mascherode, Stöckheim, Leiferde                                                                           |
| 3                             | Braunschweig-Südwest  | Braunschweig: Wilhelmitor, Petritor, Gartenstadt, Hermannshöhe, Rothenburg, Weinberg, Broitzem, Geitelde, Stiddien, Timmerlah, Rüningen |
| 4                             | Braunschweig-Nordwest | Braunschweig: Altes Hochschulviertel, Nordbahnhof, Neues Hochschulviertel, Alt-Lehndorf, Siedlung Lehndorf, Ölper Holz, Kanzlerfeld, Bundesanstalten, Völkerode, Wadenbüttel, Ölper, Schwarzer Berg, Veltenhof, Hafen, Rühme, Vorwerksiedlung, Siegfriedviertel, Kralenriede, Schuntersiedlung, Lamme, Wenden, Harxbüttel, Thune |
| 5                             | Peine                 | Landkreis Peine: Edemissen, Peine |
| 6                             | Peine-Land            | Landkreis Peine: Hohenhameln, Ilsede, Lahstedt, Lengede, Vechelde, Wendeburg |
| 7                             | Gifhorn-Süd           | Landkreis Gifhorn: Gifhorn, Samtgemeinde Meinersen, Papenteich |
| 8                             | Gifhorn-Nord          | Landkreis Gifhorn: Sassenburg, Wittingen, Samtgemeinden Boldecker Land, Brome, Hankensbüttel, Isenbüttel, Wesendorf |
| 9                             | Helmstedt             | Landkreis Helmstedt: Büddenstedt, Helmstedt, Schöningen, Samtgemeinden Grasleben, Heeseberg, Nord-Elm, Velpke |
| 10                            | Königslutter          | Landkreis Helmstedt: Königslutter am Elm, Lehre Wolfsburg: Almke, Barnstorf, Ehmen, Fallersleben, Hattorf, Hehligen, Heiligendorf, Mörse, Neindorf, Neuhaus, Nordsteimke, Reislingen, Sülfeld, Vorsfelde, Wendschott |
| 11                            | Wolfsburg             | Wolfsburg ohne Almke, Barnstorf, Ehmen, Fallersleben, Hattorf, Hehligen, Heiligendorf, Mörse, Neindorf, Neuhaus, Nordsteimke, Reislingen, Sülfeld, Vorsfelde, Wendschott |
| 12                            | Wolfenbüttel          | Landkreis Wolfenbüttel: Cremlingen, Wolfenbüttel, Samtgemeinde Sickte |
| 13                            | Schöppenstedt         | Landkreis Wolfenbüttel: Samtgemeinden Asse, Baddeckenstedt, Oderwald, Schladen, Schöppenstedt Salzgitter: Salzgitter-Bad, Barum, Beinum, Flachstöckheim, Gitter, Heerte, Hohenrode, Lobmachtersen, Mahner, Ohlendorf, Ringelheim                                                                                                 |
| 14                            | Salzgitter            | Salzgitter: Beddingen, Bleckenstedt, Bruchmachtersen, Calbecht, Drütte, Engelnstedt, Engerode, Gebhardshagen, Hallendorf, Immendorf, Lebenstedt, Lesse, Lichtenberg, Osterlinde, Reppner, Salder, Sauingen, Thiede, Üfingen, Watenstedt                                                                                          |
| 15                            | Seesen                | Landkreis Goslar: Bad Harzburg, Langelsheim, Seesen, Samtgemeinden Lutter am Barenberge, Oberharz |
| 16                            | Goslar                | Landkreis Goslar: Goslar, Liebenburg, Vienenburg |
| 17                            | Osterode              | Landkreis Goslar: Braunlage, Sankt Andreasberg Landkreis Osterode am Harz: Bad Lauterburg im Harz, Bad Sachsa, Osterode am Harz, Samtgemeinden Bad Grund, Hattorf am Harz, Walkenried |
| 18                            | Duderstadt            | Landkreis Göttingen: Duderstadt, Samtgemeinden Gieboldehausen, Radolfshausen Landkreis Osterode: Herzberg am Harz |
| 19                            | Münden                | Landkreis Göttingen: Adelebsen, Friedland, Münden, Rosdorf, Staufenberg, Samtgemeinde Dransfeld |
| 20                            | Göttingen-Land        | Landkreis Göttingen: Bovenden, Gleichen, Göttingen: Deppoldshausen, Elliehausen, Esebeck, Geismar, Grone, Groß Ellershausen, Hetjershausen, Holtensen, Knutbüren, Nikolausberg, Roringen, Weende |
| 21                            | Göttingen             | Göttingen ohne Deppoldshausen, Elliehausen, Esebeck, Geismar, Grone, Groß Ellershausen, Hetjershausen, Holtensen, Knutbüren, Nikolausberg, Roringen, Weende |
| 22                            | Northeim              | Landkreis Northeim: Hardegsen, Kalefeld, Katlenburg-Lindau, Moringen, Nörten-Hardenberg, Northeim |
| 23                            | Einbeck               | Landkreis Northeim: Bad Gandersheim, Bodenfelde, Dassel, Einbeck, Kreiensen, Uslar |
| Regierungsbezirk Hannover     |                       | |
| 24                            | Holzminden            | Landkreis Holzminden: Delligsen, Holzminden, Samtgemeinden Bevern, Boffzen, Bodenwerder, Eschershausen, Polle, Stadtoldendorf |
| 25                            | Bad Pyrmont           | Landkreis Hameln-Pyrmont: BAerzen, Bad Münder am Stein, Bad Pyrmont, Coppenbrügge, Emmerthal, Salzhemmendorf |
| 26                            | Hameln                | Landkreis Hameln-Pyrmont: Hameln, Hessisch Oldendorf |
| 27                            | Alfeld                | Landkreis Hildesheim: Alfeld (Leine), Elze, Nordstemmen, Samtgemeinden Duingen, Freden, Gronau |
| 28                            | Bad Salzdetfurth      | Landkreis Hildesheim: Bad Salzdetfurth, Bockenem, Diekholzen, Holle, Schellerten, Söhlde, Samtgemeinden Lamspringe, Sibbesse |
| 29                            | Hildesheim            | Hildesheim ohne Moritzberg bis Bergstraße/Dingworthstraße, Neuhof, Marienrode, Sorsum, Himmelsthür, Drispenstedt |
| 30                            | Sarstedt              | Landkreis Hildesheim: Algermissen, Giesen, Harsum, Sarstedt, Hildesheim: Moritzberg bis Bergstraße/Dingworthstraße, Neuhof, Marienrode, Sorsum, Himmelsthür, Drispenstedt |
| 31                            | Hannover-Mitte        | Hannover: Mitte, Südstadt ohne Bismarckstraße, Bult, Zoo, Oststadt |
| 32                            | Hannover-List         | Hannover: List, Fahrenfeld |
| 33                            | Hannover-Nordwest     | Hannover: Hainholz, Burg, Leinhausen, Ledeburg, Stöcken, Marienwerder, Nordhafen, Vinnhorst, Brink-Hafen, Vahrenheide, Sahlkamp, Isernhagen-Süd, Bothfeld (Bezirk Hartenbrakenstraße) |
| 34                            | Hannover-Nordost      | Hannover: Bothfeld ohne Hartenbrakenstraße, Groß-Buchholz, Lahe, Misburg, Anderten |
| 35                            | Hannover-Südost       | Hannover: Waldhausen, Waldfeld, Kleefeld, Kirchrode, Döhren, Seelhorst, Wülfel, Mittelfeld, Bernerode, Wülferode, Südstadt (Bismarckstraße) |
| 36                            | Hannover-Linden       | Hannover: Calenberger Neustadt, Limmer, Linden, Ricklingen, Oberricklingen |
| 37                            | Hannover-Südwest      | Hannover: Nordstadt, Herrenhausen, Davenstedt, Badenstedt, Bornum, Mühlenberg, Wettbergen, Ahlem |
| 38                            | Laatzen               | Region Hannover: Laatzen, Pattensen, Sehnde |
| 39                            | Lehrte                | Region Hannover: Burgdorf, Lehrte, Uetze |
| 40                            | Langenhagen           | Region Hannover: Burgwedel, Isernhagen, Langenhagen |
| 41                            | Garbsen               | Region Hannover: Garbsen, Wedemark |
| 42                            | Neustadt              | Region Hannover: Neustadt am Rübenberge, Wunstorf |
| 43                            | Barsinghausen         | Region Hannover: Barsinghausen, Gehrsen, Seelze |
| 44                            | Springe               | Region Hannover: Hemmingen, Ronnenberg, Springe, Wennigsen |
| 45                            | Schaumburg            | Landkreis Schaumburg: Auetal, Obernkirchen, Rinteln, Samtgemeinden Eilsen, Nenndorf, Rodenberg |
| 46                            | Bückeburg             | Landkreis Schaumburg: Bückeburg, Stadthagen, Samtgemeinden Lindhorst, Niederwöhren, Nienstedt, Sachsenhagen |
| 47                            | Nienburg-Süd          | Landkreis Nienburg: Nienburg (Weser), Rehburg-Loccum, Steyerberg, Stolzenau, Samtgemeinden Landesbergen, Liebenau, Uchte |
| 48                            | Nienburg-Nord         | Landkreis Nienburg: Samtgemeinden Eystrup, Heemsen, Hoya, Marklohe, Steimbke Landkreis Diepholz: Bassum, Samtgemeinde Bruchhausen-Vilsen, Schwaförden |
| 49                            | Diepholz              | Landkreis Diepholz: Diepholz, Sulingen, Twistringen, Wagenfeld, Samtgemeinden Altes Amt Lemförde, Barnstorf, Kirchdorf, Rehden, Siedenburg |
| 50                            | Syke                  | Landkreis Diepholz: Stuhr, Syke, Weyhe |
| Regierungsbezirk Lüneburg     |                       | |
| 51                            | Osterholz             | Landkreis Osterholz: Osterholz-Scharmbeck, Ritterhude, Schwanewede, Samtgemeinde Hambergen |
| 52                            | Achim                 | Landkreis Osterholz: Grasberg, Lilienthal, Worpswede Landkreis Verden: Achim, Ottersberg, Oyten |
| 53                            | Verden                | Landkreis Verden: Dörverden, Kirchlinteln, Langwedel, Verden (Aller), Samtgemeinde Thedinghausen |
| 54                            | Walsrode              | Landkreis Soltau-Fallingbostel: Bomlitz, Fallingbostel, Walsrode, Samtgemeinden Ahlden, Rethem/Aller, Schwarmstedt |
| 55                            | Soltau                | Landkreis Soltau-Fallingbostel: Bispingen, Munster, Neuenkirchen, Schneverdingen, Soltau, Wietzendorf |
| 56                            | Bergen                | Landkreis Celle: Bergen, Faßberg, Hermannsburg, Unterlüß, Winsen (Aller), Samtgemeinden Eschede, Flotwedel, Lachendorf, Wathlingen |
| 57                            | Celle                 | Landkreis Celle: Celle, Hambühren, Wietze |
| 58                            | Uelzen                | Landkreis Uelzen: Bienenbüttel, Uelzen, Samtgemeinden Bevensen, Ebstorf, Suderberg |
| 59                            | Lüchow                | Landkreis Lüchow-Dannenberg Landkreis Uelzen: Samtgemeinden Bodenteich, Rosche, Wrestedt |
| 60                            | Lüneburg-Land         | Landkreis Lüneburg: Amt Neuhaus, Bleckede, Samtgemeinden Amelinghausen, Bardowick, Dahlenburg, Gellersen, Ilmenau, Ostheide, Scharnebeck |
| 61                            | Lüneburg              | Landkreis Lüneburg: Adendorf, Lüneburg |
| 62                            | Winsen                | Landkreis Harburg: Stelle, Winsen (Luhe), Samtgemeinden Elbmarsch, Hanstedt, Salzhausen |
| 63                            | Seevetal              | Landkreis Harburg: Neu Wulmstorf, Rosengarten, Seevetal |
| 64                            | Buchholz              | Landkreis Harburg: Buchholz in der Nordheide, Samtgemeinden Hollenstedt, Jesteburg, Tostedt |
| 65                            | Rotenburg             | Landkreis Rotenburg (Wümme): Rotenburg (Wümme), Scheeßel, Visselhövede, Samtgemeinden Bothel, Fintel, Sottrum |
| 66                            | Bremervörde           | Landkreis Rotenburg: Bremervörde, Gnarrenburg, Samtgemeinden Geestequelle, Selsingen, Sittensen, Tarmstedt, Zeven |
| 67                            | Buxtehude             | Landkreis Stade: Buxtehude, Jork, Samtgemeinden Apensen, Harsefeld, Horneburg, Lühe |
| 68                            | Stade                 | Landkreis Stade: Drochtersen, Stade, Samtgemeinden Fredenbeck, Himmelpforten, Nordkehdingen, Oldendorf |
| 69                            | Hadeln                | Landkreis Cuxhaven: Samtgemeinden Am Dobrock, Bederkesa, Börde Lamstedt, Hadeln, Hemmoor, Sietland |
| 70                            | Cuxhaven              | Landkreis Cuxhaven: Cuxhaven, Nordholz |
| 71                            | Wesermünde            | Landkreis Cuxhaven: Langen, Loxstedt, Schiffdorf, Samtgemeinden Beverstedt, Hagen, Land Wursten |
| Regierungsbezirk Weser-Ems    |                       | |
| 72                            | Oldenburg-Mitte/Süd   | Oldenburg: Innenstadt, Bürgerfelde-Süd, Nadorst-Süd, Donnerschwee, Osternburg, Kreyenbrück, Bümmerstede, Krusenbusch, Tweelbäke-West, Neuenwege |
| 73                            | Oldenburg-Nord/West   | Oldenburg: Eversten, Blohenfelde, Wechloy, Bürgerfelde-Nord, Nadorst-Nord, Diedrichsfeld, Alexandersfeld, Ofenerdiek, Etzhorn, Ohmstede, Bornhorst |
| 74                            | Wesermarsch           | Landkreis Wesermarsch: Berne, Brake, Butjadingen, Elsfleth, Lemwerder, Nordenham, Stadland |
| 75                            | Delmenhorst           | Delmenhorst |
| 76                            | Oldenburg-Land        | Landkreis Oldenburg: Dötlingen, Ganderkesee, Hatten, Hude (Oldenburg), Wardenburg, Samtgemeinde Harpstedt |
| 77                            | Cloppenburg-Nord      | Landkreis Cloppenburg: Barßel, Bösel, Friesoythe, Garrel, Saterland Landkreis Oldenburg: Großenkneten, Wildeshausen |
| 78                            | Cloppenburg           | Landkreis Cloppenburg: Cappeln, Cloppenburg, Emstek, Essen (Oldenburg), Lastrup, Lindern, Löningen, Molbergen |
| 79                            | Vechta                | Landkreis Vechta: Bakum, Dinklage, Goldenstedt, Holdorf, Lohne, Steinfeld, Vechta, Visbek |
| 80                            | Melle                 | Landkreis Osnabrück: Bad Essen, Bissendorf, Dissen, Hilter, Melle |
| 81                            | Bramsche              | Landkreis Osnabrück: Bad Belm, Bohmte, Bramsche, Ostercappeln, Wallenhorst |
| 82                            | Osnabrück-Ost         | Osnabrück: Innenstadt (Bezirke 4, 5), Gartlage, Schinkel, Widukindland, Fledder, Schülerberg, Kalkhügel, Sutthausen, Lüstringen, Gretesch, Darum, Nahne, Voxtrup |
| 83                            | Osnabrück-West        | Osnabrück: Innenstadt (Bezirke 1, 2, 3, 6, 7), Weststadt, Westerburg, Eversburg, Hafen, Sonnenhügel, Haste, Dodesheide, Wüste, Atter, Hellern, Pye |
| 84                            | Georgsmarienhütte     | Landkreis Osnabrück: Bad Iburg, Bad Laer, Bad Rothenfelde, Georgsmarienhütte, Glandorf, Hagen am Teutoburger Wald, Hasbergen |
| 85                            | Bersenbrück           | Landkreis Osnabrück: Samtgemeinden Artland, Bersenbrück, Fürstenau, Neuenkirchen Landkreis Vechta: Damme, Neuenkirchen-Vörden |
| 86                            | Nordhorn              | Landkreis Grafschaft Bentheim: Bad Bentheim, Nordhorn, Samtgemeinde Schüttorf |
| 87                            | Lingen                | Landkreis Emsland: Emsbühren, Lingen, Salzbergen, Samtgemeinden Freren, Spelle |
| 88                            | Emlichheim            | Landkreis Emsland: Geeste, Twist Landkreis Grafschaft Bentheim: Wietmarschen, Samtgemeinden Emlichheim, Neuenhaus, Uelsen |
| 89                            | Meppen                | Landkreis Emsland: Haren (Ems), Haselünne, Lengerich, Meppen, Samtgemeinde Herzlake |
| 90                            | Papenburg             | Landkreis Emsland: Papenburg, Rhede (Ems), Samtgemeinden Dörpen, Lathen, Nordhümmling, Sögel, Werlte |
| 91                            | Leer                  | Landkreis Leer: Leer, Uplengen, Moormerland, Samtgemeinden Hesel, Jümme |
| 92                            | Leer-Borkum           | Landkreis Leer: Borkum, Bunde, Jemgum, Ostrhauderfehn, Rhauderfehn, Weener, Westoverledingen |
| 93                            | Emden                 | Emden Landkreis Aurich: Hinte, Krummhörn |
| 94                            | Aurich                | Landkreis Aurich: Aurich, Großefehn, Ihlow, Südbrookmerland |
| 95                            | Norden                | Landkreis Aurich: Baltrum, Dornum, Großheide, Juist, Norden, Norderney, Samtgemeinden Brookmerland, Hage |
| 96                            | Wittmund              | Landkreis Wittmund Landkreis Aurich: Wiesmoor |
| 97                            | Ammerland             | Landkreis Ammerland: Apen, Bad Zwischenahn, Edewecht, Westerstede, Wiefelstede |
| 98                            | Varel                 | Landkreis Friesland: Bockhorn, Varel, Zetel Landkreis Ammerland: Rastede Landkreis Wesermarsch: Jade, Ovelgönne |
| 99                            | Jever                 | Landkreis Friesland: Jever, Sande, Schortens, Wangerland, Wangerooge Wilhelmshaven: Bohnenburg, Coldewei/Himmelreich, Fedderwarden, Fedderwardergroden, Schilldeich, Sengwarden, Voslapp, Voslapper Groden |
| 100                           | Wilhelmshaven         | Wilhelmshaven ohne Bohnenburg, Coldewei/Himmelreich, Fedderwarden, Fedderwardergroden, Schilldeich, Sengwarden, Voslapp, Voslapper Groden |

## Hinweise
1. ↑  Landtage auf wahlrecht.de